# Nina Batalli
Nina Batalli (n. 1913, Snagov, România – d. 1993, Roma, Italia) a fost o pictoriță italiană de origine română.

## Biografie
A studiat pictura la Facultatea de Belle-Arte din București, absolvind și Facultatea de Litere, între 1934-1939 sub îndrumarea lui Francisc Șirato (anterior fusese bursieră la Școala Centrală).
Expune pentru prima dată la „Salonul Oficial de Primavară” în 1939. În același an, are și prima sa expoziție personală la Balcic, oraș al cărui ultim primar român, Profesorul George Batalli, era vărul tatălui ei. În 1940 are prima expoziție personală la Ateneu, în sala alăturată expunând atunci Ion Țuculescu. În 1946 are o altă expoziție personală la București, iar în 1947 primește și Premiul Salonului Oficial. În România cea mai apropiată prietenă era scriitoarea Anișoara Odeanu, pe care o cunoscuse în studenție la „Tinerimea română”.
Din 1948 se stabilește în Italia și în 1949 expune la Napoli. Din această perioadă datează cel mai reprodus portret al lui Mircea Eliade, de a cărui familie artista era legată de mulți ani prin legături de prietenie. În 1951 expune la Medusa, în 1954 la Chiurazzi și în 1955 la Galleria Vantaggio din Roma. În 1955 expune la Salerno, iar în 1956 la Galleria Gianferrari din Milano. În 1956 are o expoziție personală la Galleria San Carlo din Napoli, iar în 1958, 1962 și 1968 expune la Galleria Russo din Piazza di Spagna, apoi la Anthea și din nou la Galleria Russo. Poate cea mai importantă expoziție a sa este cea din 1975 de la Roma, când expune la Centro D'Arte La Barcaccia peisaje din Honduras (ocazie cu care Monica Lovinescu aminteste evenimentul la Radio Europa Liberă). În catalog apar texte semnate de poetul italian Mario Luzi⁠(d), cât și de Giorgio Prosperi⁠(d), Marino Piazzolla⁠(d) (cu alte ocazii opera îi era prezentată de Giovanni Omiccioli).
Casa de la Roma, unde locuia împreună cu soțul său, Profesorul Nicola Ciarletta, și cu nepoata Iuliana Batalli (traducătoare și publicistă), a fost deschisă și artiștilor și intelectualilor din România, avându-i ca oaspeți, printre altele, pe Mircea și Christinel Eliade, Ștefan Bănulescu (un portret al artistului i-a fost dăruit recent familiei), Ionel și Lisette Perlea (sora lui Christinel), Ana Blandiana și Romulus Rusan, Adriana Georgescu, Ion și Ariana Nicodim, Maria și Constatin Blendea, Anton Eberwein ș.a. Artista este menționată în Memoriile lui Mircea Eliade și în Jurnalul Monicăi Lovinescu.
În perioada dinaintea emigrării, lucrările sale se situau în sfera stilistică a picturii moderne românești și în coordonatele unui realism — deosebit de senzual în cazul nudurilor — întotdeauna transfigurat de tehnicile modernismului eliberator de convenții, în cazul portretelor și peisajelor. După mutarea în Italia paleta sa se deschide mult, câștigând printr-o factură liberă și o cromatică vie, puțin mimetică. Un alt subiect predilect al artistei, după portret, îl constituie florile, peisajele, lucrări în care păstrează savoarea școlii de pictură românești. În afara lucrărilor deținute de familie, nu există în România lucrări din perioada ei italiană, deci de după 1948. Artista a semnat în România ca Nina Batalli Cosmovici, iar în Italia ca Nina Batalli.

## Expoziții și premii
A participat în Italia la Quadrienale și la toate Bienalele regiunii Lazio, la expozițiile naționale „Maggio di Bari”, „Premio Michetti⁠(d)”, „Premio Marzotto⁠(d)”, „Premio Viterbo”. A avut expoziții la Genova și Torino.
Alte expoziții includ „Sei Pittrici alla Medusa”, 1957; „Artiste Romane” la Astrolabio, 1967; „Mostra dell'Autorittrato”, Milano. A participat în străinatate la expoziții colective în Spania, Olanda, Germania, Anglia, Franța și Elveția. A avut lucrări în colecții particulare din țară și din Italia, Germania, SUA, cât și în Muzeul Național de Artă al României.
A fost distinsă cu următoarele premii:
- Roma (Pennello d'oro)
- Pizzo Calabro
- Marina di Ravenna
- Avezzano (Premio del Ticino)
- Premio Cardarelli
- Premio Bolsena
- Premio Carlo della Penna (Vasto)
- Premio Nazionale di Abruzzo
- Premio Madonna del Fiore (Viterbo)
- Premio Michetti
- Premio Alatri
- Premio Cardarelli
- Premio Ravenna
- Giardini Romani
- Premio Acitrezza (Verga)